# Kökar
Kökar est une municipalité du territoire d'Åland, territoire finlandais autonome situé en mer Baltique ayant le suédois comme seul langue officielle. À Kökar, 95 % de la population a pour langue maternelle le suédois.

## Géographie
La municipalité est non seulement une des plus petites et des moins peuplées du pays, mais elle est également la plus isolée. Elle regroupe les dernières îles avant la partie centrale de la mer Baltique.
Les liaisons maritimes avec ses voisines sont dépendantes des conditions météorologiques. Normalement, le petit ferry assure trois rotations quotidiennes (cinq en été) vers l'Archipel de Turku (Korpo-Galtby) et l'île principale d'Åland (Lumparland-Långnäs), toutes deux à 2 h 20 de navigation (c'est la ligne du sud).
La commune est formée par deux îles principales, et les 300 habitants se répartissent sur 5 villages. On y trouve une école élémentaire, une banque, une éolienne et un petit centre de santé. Les autres îles, battues par les tempêtes, sont inhabitées et pratiquement dépourvues de végétation.

## Histoire
Les îles servent d'escale aux marins dès l'âge du bronze (les restes d'une implantation datant du XIe siècle av. J.-C. ont été retrouvés). Elles sont mentionnées peu après l'an 1200 dans les chroniques de marins danois.
La petite église Sainte-Anne est construite en 1784.
Au début du XXe siècle, la communauté de pêcheurs est active et les îles comptent plus de 1 000 habitants. L'exode est très rapide et la municipalité n'a plus que 232 habitants en 2017, après avoir attiré quelques nouveaux habitants par son cadre de vie sauvage et ses emplois garantis.